# 異教金屬
异教金属（Pagan metal），是一类重金属音乐的总称，此类金属混合了极端金属和“特定文化或地区的非基督教传统”，通过主题概念、粗野的旋律、民族乐器或古老的语言表现出来，经常涉及民谣金属和黑金属。挪威乐队In the Woods...是首批被看做异教金属的乐队之一。《Metal Hammer》的作者馬克·哈路普卓克（Marc Halupczok）写道：Primordial樂團的展示片《Dark Romanticism》中的一首歌《To Enter Pagan》定义了这种音乐风格。

## 特征
异教金属“相比于音乐种类，更是一种概念”，因此异教金属的乐队之间相差很大。Korpiklaani乐队的贝斯手雅可·阿爾東嫩（Jarkko Aaltonen）提到，乐队的音乐主题是“维京人或其他古代部落的人民”的，统统被称作异教，无论他们是否使用民族乐器。赫里·約恩森（Heri Joensen）发表了相似的观点：异教金属乐队是歌唱“非基督教、欧洲传统、历史或神话”的，他还提到“音乐上的差异很大，因为歌词的分量比音乐还重”。有些乐队“愉快而又生气勃勃”，然而有些乐队“荒凉而又阴郁”。唱腔从有旋律的清嗓到怪异的极端嗓不等，有些以母语歌唱，有些以英语歌唱。
异教金属经常和维京金属和民谣金属挂钩。Moonsorrow和Kampfar常被看做三种风格皆有的乐队
。

## 历史
齊柏林飛船和戰士幫合唱團在1970和1980年代就已经在探索异教主题了，尽管异教金属乐队间很少分享彼此的共同點，然而卻也影響了Bathory、Enslaved、Amorphis 和 Skyclad等樂隊。Bathory和Enslaved也被看做维京金属乐队，而Amorphis和Skyclad也被看做民谣金属乐队。
雅可·阿爾東嫩提到，黑色安息日樂隊是“很异教的”，但说到目前的金属圈，他把Skyclad看做“混合了传统民谣摇滚音乐和神话主题歌词”的乐队。Eluveitie的克里蓋爾·葛蘭茲曼（Chrigel Glanzmann）同样地也把Skyclad看做异教金属乐队的第一团，评论说这个乐队混合了重金属音乐和凯尔特民谣，“以非常愉悦的旋律来表现”。作家伊安·克里斯提（Ian Christe）也把Skyclad看做异教金属的先驱。然而，赫里·約恩森把Bathory看做异教金属的先驱，评论说“Bathory已经厌倦了幼稚的撒旦崇拜歌词，所以他们加入了文化的分量，开始以北欧神话为主题。”Primordial的亞倫·A·聶姆提安加评论说可以从Bathory 1988年的专辑《Blood Fire Death》中看见“异教金属的成形”。然而他也说道，Bathory“是对Manowar的模仿，尽管人们不想承认”。戰神突里薩斯樂團的曼提亞斯·尼加德（Mathias Nygård）把Amorphis看做最早的异教金属乐队，因为他们“引导了我们前进的方向”。
2008年的4月，民谣和异教金属的盛会Paganfest的演出者被柏林法西斯研究所指控為新納粹分子和法西斯主義者。Moonsorrow的維爾·索瓦里（Ville Sorvali）和Týr的赫里·約恩森发布了一个联合视频声明来反驳这个指控，说：“我们用古老的斯堪的纳维亚标志来代表我们的形象，比如Moonsorrow的标志‘S’和Týr的标志 ‘T’，但那是几千年前就被使用的如尼文，这是我们最大的声明之一。”Moonsorrow同样发表了一个书面声明，来回应爭議，同时Týr在官网上声明他们“用如尼文标志的想法”来源于黑色安息日的同名专辑。其他的异教金属乐队，诸如Skyforger，否认了自己与纳粹主义、法西斯主义或种族主义的关系 。Skyforger甚至在他们专辑封面的背面加上了“这里没有纳粹！”的字样。
2009年，异教金属的风格已经变成了一种现象。Finntroll的邁可·卡爾朋（Mikael Karlbom）感觉到异教金属正在变成一种趋势。Korpiklaani的雅可·阿爾東嫩表达了一种相似的观点，为诸多人“卷入流行”而叹惋。維京戰神樂團的約翰·赫格（Johan Hegg）改变了自己乐队的异教风格，说道：我们并不把自己看作玩异教民谣音乐的那种乐队。